# Weldon Glacier
Weldon Glacier är en glaciär i Antarktis. Den ligger i Östantarktis. Argentina och Storbritannien gör anspråk på området. Weldon Glacier ligger 44 meter över havet.
Terrängen runt Weldon Glacier är kuperad åt sydost, men åt nordväst är den platt. Weldon Glacier ligger nere i en dal. Trakten är obefolkad. Det finns inga samhällen i närheten.